# Caso genitivo
El caso genitivo (griego clásico: γενική πτῶσις; griego moderno: γενική πτώση; latín: Genetivus; también llamado segundo caso) es un caso de los sustantivos que indica que un nombre es un complemento nominal de otro. Normalmente la relación "(el) X de Y" se expresa en las lenguas que tienen caso genitivo como "(el) X Y*", donde el asterisco * indica que la palabra que representa Y tiene una terminación especial o lleva un morfema específico que indica que tiene caso genitivo.
El genitivo es también denominado como posesivo, aunque no hay que confundirlo con el caso posesivo, debido a su corriente uso para denotar esa relación. Sin embargo, esta segunda denominación se queda corta, ya que el genitivo no solo cubre relaciones de posesión, sino también muchas otras tales como 'material del que está hecho', 'objeto relacionado con'... Ejemplo: el polaco es una lengua con genitivo, así "dobrej szafy" ('de buen armario').
En alemán, en el caso nominativo, "Der Mann ist gross" significa "El hombre es grande", pero en genitivo ("Das ist der Hund des Mannes", que significa "Ese es el perro del hombre"), tanto el artículo como el sustantivo se declinan para indicar el caso. De todos modos, en la lengua hablada cada vez se utiliza menos este caso; en muchos dialectos se sustituye frecuentemente por "von + dativo" (Der Hund von dem Mann) o incluso por la construcción "dem Mann sein Hund".
Muchas lenguas tienen el caso genitivo, incluyendo a: albanés, alemán, árabe, armenio, canarés, checo, estonio, euskera, finés, gaélico escocés, georgiano, griego, gótico, húngaro, irlandés, islandés, latín, letón, lituano, rumano, sánscrito, sueco, tamil, telugu, turco y todas las lenguas eslavas excepto el búlgaro y el macedonio.

## Latín
En latín, se tienen formas como filius amici '(el) hijo del amigo' o amicus filii '(el) amigo del hijo' (nótese que las palabras filius 'hijo' y amicus 'amigo' toman formas diferentes en cada uno de los dos sintagmas).

## Uso del caso genitivo en latín
Su principal función en la gramática latina es la de complemento del nombre. A la hora de traducirlo al castellano, deberá siempre usarse la preposición "de". 
Este caso puede ir acompañado de cualquier sustantivo, independientemente de su función (CI, CC, CD,...).
Si va acompañado por un adjetivo o verbo, su función puede variar, funcionando como un complemento de lo que acompañe (complemento de adjetivo, complemento del verbo,...).
Hay 7 tipos de genitivos:

#### Genitivo posesivo
Depende de un sustantivo. El nombre del poseedor se coloca en caso genitivo, cumpliendo la función de Complemento del Nombre.
También puede aparecer junto a adjetivos de expresan propiedad o posesión (Complemento del adjetivo); y aquellos que expresan semejanza, siendo representados como Complemento del Dativo.
Puede aparecer junto al verbo SUM, traduciéndoselas como <ser propio de>.

#### Genitivo partitivo
Expresa de lo que se toma una parte. Dependen de sustantivos de división, medida, reparto...

#### Genitivo subjetivo
Depende del sustantivo como el sujeto depende del verbo. 

#### Genitivo objetivo
Función con respecto al sustantivo como el objeto del verbo. Se suelen traducir como los dativos, usando la preposición a

#### Genitivo explicativo
Explica el significado de un sustantivo mas ampliamente, como una aposición.

#### Genitivo cualitativo
Expresa la cualidad de un sustantivo. Solo aparecen si el sustantivo al que acompaña está a su vez acompañado de un adjetivo. Se aplican tanto a personas como a objetos

#### Genitivo referencial
A diferencia de todos los anteriores, este caso de genitivo es único, ya que no acompaña a un sustantivo, sino que acompaña a verbos o, pero en menor medida, adjetivos. Pueden acompañar a verbos impesonales de sentimiento, siendo el genitivo el indicador de la causa de este sentimiento; o con los verbos judiciales, siendo el genitivo el delito en cuestion del que se habla.

#### En la epigrafía
En el caso de la epigrafía, el caso del genitivo se utiliza para indicar el dedicante de la inscripción, debiendo estar el nombre de el o la dedicada en caso dativo; indicar la afiliación a una tribu o la pertenencia a una provincia, localidad o país (Romae, de Roma); o para indicar parentesco o filiación (Valeriae Quintae filia, hija de Valeria Quinta).

## Genitivo sajón
El genitivo sajón es una construcción gramatical del inglés y del alemán, que sirve para denotar al "poseedor", como en William's brother came yesterday (en alemán: Wilhelms Bruder kam gestern: 'El hermano de Guillermo vino ayer'). Esta construcción de genitivo constituye una de las pocas huellas "flexivas" del inglés antiguo que permanecen en la lengua moderna. Hoy en día, muchos lingüistas niegan que el genitivo sajón sea un caso, y Leonard Bloomfield, en su libro Language (1935, pp.203-6), lo clasifica como un determinante más, de la misma forma que los otros posesivos (my, your, his,...).